# Stanisław Świnarski
Stanisław Świnarski (ur. 7 lipca 1900 w Przywózkach, w pow. sokołowskim, zm. 26 czerwca 1961 w Warszawie) – magister inżynier fortyfikacji, generał brygady Wojska Polskiego.

## Życiorys
Pochodził z Podlasia. Szkołę średnią zakończył w Sokołowie. Po ukończeniu Szkoły Morskiej w Tczewie w 1921 powołany do zasadniczej służby wojskowej. Następnie podchorąży Oficerskiej Szkoły Inżynierii w Warszawie. 1 października 1925 został mianowany podporucznikiem ze starszeństwem z 1 lipca 1925 i 6. lokatą w korpusie oficerów inżynierii i saperów oraz przydzielony do 7 Pułku Saperów Wielkopolskich w Poznaniu na stanowisko dowódcy plutonu, a następnie dowódcy kompanii saperów. Porucznik ze starszeństwem z 1 lipca 1927. W latach 1928–1929 był członkiem zespołu prowadzącego fortyfikacyjne studium terenu Polesia i opracowania planu rozbudowy umocnień fortyfikacyjnych. Za wykonane zadanie został wyróżniony przez ówczesnego szefa Sztabu Głównego, gen. dyw. Tadeusza Piskora. W latach 1929–1936 był dowódcą kompanii reflektorów przeciwlotniczych w batalionie elektrotechnicznym w Nowym Dworze Mazowieckim. W okresie tym studiował zaocznie na Wydziale Inżynierii Lądowej Politechniki Warszawskiej. Ukończył osiem semestrów. 27 czerwca 1935 został mianowany na stopień kapitana ze starszeństwem z 1 stycznia 1935 i 34. lokatą w korpusie oficerów inżynierii i saperów. W latach 1936–1938 był słuchaczem Wyższej Szkoły Inżynierii w Warszawie. Następnie został przydzielony do rezerwy personalnej oficerów przy Inspektorze Saperów na stanowisko wykonawcy studiów. Prace fortyfikacyjne wykonywał na terenie Śląska. 
W kampanii wrześniowej wziął udział w obronie Warszawy. Walczył na stanowisku dowódcy saperów pododcinka „Południe” (Mokotów). Po kapitulacji załogi stolicy dostał się do niemieckiej niewoli. Przebywał w oflagach: XI A Osterode, II A Prenzlau i II C Woldenberg. Był tam współorganizatorem kursów dokształcających i wykładowca przedmiotów technicznych. Po uwolnieniu z niewoli pracował w Stołecznym Przedsiębiorstwie Budowlanym jako inżynier. 
Następnie zgłosił się do służby w Wojsku Polskim. 19 września 1945 został przyjęty do służby zawodowej i skierowany do Departamentu Inżynierii i Saperów WP na stanowisko szefa wydziału technicznego. W latach 1948–1951 był na stanowisku dyrektora nauk Oficerskiej Szkoły Inżynierii i Saperów we Wrocławiu. Wniósł wiele nowego w proces dydaktyczny i rozwój bazy szkoleniowej. W 1951 został przeniesiony do organizowanej Wojskowej Akademii Technicznej, gdzie organizował fakultet inżynieryjno-saperski. Był kierownikiem kursu, a następnie zastępcą szefa i szefem Oddziału Naukowo-Badawczego. Wykładał także geologię i fortyfikację na Fakultecie Wojsk Inżynieryjnych. Po październiku 1956 został wyznaczony na szefa Wojsk Inżynieryjnych MON i mianowany generałem brygady. Mocno przeżywał prowadzoną w tym czasie redukcję Wojsk Inżynieryjnych. Zmarł na zawał serca w czasie pełnienia obowiązków, w czasie ćwiczeń dowódczo-sztabowych na Mazurach. Pochowany na Cmentarzu Powązkowskim - wojskowym (kwatera 29A-półkole-12).

## Życie prywatne
Był synem Juliana, rolnika i Bronisławy z Bielińskich. Był trzykrotnie żonaty: z Czesławą z domu Augustyniak (ślub 1928, rozwód 1946), z Anną Korzeniewską (ślub 1947, rozwód 1953) oraz z Marią Ireną Chodosowską (1911-1985; ślub 1955). Miał córkę.

## Ordery i odznaczenia
- Krzyż Komandorski Orderu Odrodzenia Polski - 1958
- Krzyż Kawalerski Orderu Odrodzenia Polski - 1946[7]
- Złoty Krzyż Zasługi - 1947
- Krzyż Walecznych - 1948
- Medal za Warszawę 1939–1945
- Medal 10-lecia Polski Ludowej
- Srebrny Medal „Siły Zbrojne w Służbie Ojczyzny” - 1955
- Medal Pamiątkowy za Wojnę 1918–1921